# Гурарій Самарій Михайлович
Самарій Михайлович (Міхоел-Лейбович) Гурарій (1 листопада 1916 року – 7 грудня 1998 року) — радянський фотограф, Заслужений працівник культури РСФСР.

## Біографія
Народився 1 листопада 1916 року в Кременчуці (нині Полтавська область, Україна) в родині Міхоела-Лейба Гурарія (1881—1925). 
З 1921 року мешкав у Москві.
На початку тридцятих років навчався фотографії в відділі ілюстрацій газети «Ізвестія».
З 1934 року — професійний фотокореспондент. Член ВКП (б) з 1942 року.
У роки Німецько-радянської війни був фронтовим фотокореспондентом «Ізвестій».
Фотографував на багатьох фронтах, також йому довелося знімати такі історичні події, як Парад на Червоній площі 7 листопада 1941 року, Ялтинську і Потсдамскую конференції, Парад Перемоги у Москві 24 червня 1945 року.
З 1946 працював у видавництві і на профспілкові журнали, з 1956 співпрацював в газеті "Труд". Фотографував Ю. О. Гагаріна, Керівників радянської держави.
Помер 7 грудня 1998 року в Нью-Йорку, де жив останні роки. Похований в Москві на Востряковському кладовищі .

## Відзнаки
- заслужений працівник культури РСФСР.
- орден Червоної Зірки (19.2.1943)
- орден Вітчизняної війни II ступеня (6.4.1985);
- орден «Знак Пошани»